# Shamsur Rahman
Shamsur Rahman (Bengalí: el  Shamsur Rôhman  del শামসুররাহমান) (24 de octubre de 1929 - 17 de agosto de 2006) poeta y periodista de Bangladés. Rahman escribió más de sesenta libros de poesía y se le considera una figura capital de la literatura bengalí.

## Primeros años y educación
Shamsur Rahman nació en Daca. Cuarto de trece hermanos, estudió en la escuela de Pogos donde terminó en 1945. A los 18 años, después de licenciarse en el Dhaka College, comienza a escribir poesía y estudia, pero no termina literatura inglesa en la Universidad de Daca. Tras un parón de tres años, consiguió licenciarse y sacarse un máster en 1953
En sus momentos de ocio, leía textos como Golpo Guccho de Rabindranath Tagore, este libro le cambió la vida y en 1949 publica Unissho Unoponchash en Sonar Bangla editado más tarde por Nalinikishor Guho.
Trabajó mucho tiempo además como periodista y redactor del diario Dainik Bangla y de las publicaciones semanales Bichitra.

## Poesía
Su primer poemario, Prothom Gan Ditio Mrittur Agay fue publicado en 1960. Shamsur Rahman tuvo que pasar por los turbulentos años 1960 y 1970 de la política bengalí, algo que queda patente en poemas suyos como Camisa de Asader, que se inspira en la revolución del 69. Durante Guerra de Liberación de Bangladés escribió además una serie de poemas basados en la guerra que recitaban los independentistas. y que luego se publicaron en Bondi Shibir Theke en 1972. Más tarde siguió escribiendo sobre el tema de la independencia, para muchos sus poemas reflejaban la historia de la nación. Durante el movimiento contra Ershad publicó el libro "Buk Tar Bangladesher Hridoy" que exaltaba el sacrificio de Nur Hossain.

## Carrera como periodista
Shamsur Rahman comenzó como corredactor de diario inglés Mornng News en 1957, más tarde se fue al centro Daca de la radio de Pakistán y más tarde regresa al diario en 1960 hasta 1964. Tras la independencia de Bangladés, se hace columnista del Daily Bangla y trabaja como redactor en Bichitra. Durante el período de Ershad, siguió dentro del Daily Bangla, pero más tarde abandonaría como protesta contra Ershad. También trabajó como redactor de Odhuna en 1987 y redactor jefe del Muldhara en 1989. Además trabajó como redactor del boletín de poesía Kobikontho en 1956.

## Crítica
El crítico, Z.R. Siddiqui, lo describe como alguien arraigado profundamente en su propia tradición. Según él, Shamsur Rahman todavía empapa la lengua de nuestras épocas, superando los límites de la geografía. En su gama de la condolencia, su catolicidad, su importancia urgente e inmediata para nosotros, Shamsur Rahman no estaría detrás de nadie 
Syed Manzoorul Islam dice de él: Es verdad que ha construido en la tierra de los poetas de los años 30, pero ha desarrollado la tierra, explorando en áreas que creían demasiado oscuras para explorar, añadiéndole nuevas características, apaisajándola y dejando su huella por doquier. 

## Libros

### Poemarios
- Prothom Gan Ditio Mrittur Age (1960)
- Roudro Korotite (1963)
- Biddhosto Nilima (1967)
- Neej Bashbhumay (1970)
- Bondi Shibir Theke (1972)
- Niralokay Dibboroth (1968)
- Adigonto Nogno Pododhoni (1974)
- Ak Dhoroner Ohongkar (1975)
- Ami Onahari (1976)
- Dusshomoyer Mukhomukhi (1973)
- Firiay Nao Ghatok Kata (1974)
- Nayoker Chaya (1983)
- Amar Kono Tara Nei (1984)
- Je Ondho Shundori Kade (1984)
- Udbhot Uter Pithe Cholche Shodesh (1983)
- Amar extraviado Bishshash Nei (1985)
- Homerer Shopnomoy Hat (1985)
- Poro Na (1985) de Shironam Mone
- Icchay Hoy Ektu Darai (1985)
- Dhulay Goray Shirostran (1985)
- Deshodrohi Hote Icchay Kore (1986)
- Tableay Applegulo Heshe Othay (1986)
- Obirol Jolahromi (1986)
- Amra Kojon Shongi (1986)
- Jhorna Amar Angulay (1987)
- Shopnera Dukray Othay Barbar (1987)
- Khub Beshi Valo Thakte Nei (1987)
- Moncher Majhkhanay (1988)
- Buj Tar Bangladesher Hridoy (1988)
- Protidin Ghorhin Ghore (1978)
- Bangladesh Shopno Dakhay (1977)
- Ekaruser Akash (1982)
- Matal Hrittik
- Tukro Kichu Shonglaper Shako (1998)
- Shopno O Dushshopnay Bachay Achi (1999)
- Nokkhotro Bajate Bajate (2000)
- Shuni Hridoyer Dhoni (2000)
- Hridopodmay Jotsna Dolay (2001)
- Bhognostupay Golaper Hashi (2002)
- Bhangachora Chand Mukh Kalo Kore Dhukchay (2003)
- Ak Phota kemon Onol(1986)
- Horiner Har (1993)
- Ba Thakuk (2004) del Nai de Gontobbo
- Krishnopokkhay Purnimar Dikay (2004)
- Gorostanay Kokiler Korun Aaobhan (2005)
- Andhokar Theke Aloy (2006)
- Na Bastob Na Dushshopno(2006)

### Cuentos
- Shamsur Rahmaner Golpo

### Novelas
- Octopas (1983)
- Adbhut Adhar Ak (1985)
- Niyoto Montaz (1985)
- Elo Je Abelay (1994)

### Literatura para adolescentes
- Alating Belating (1974)
- Dhan Bhanle Kuro Debo (1977)
- Golap Phote Khukir Hatay (1977)
- Rongdhonur Shako (1994)
- Lal Fulkir Chora (1995)
- Noyonar Jonno (1997)
- Amer Kuri Jamer Kuri (2004)
- Noyonar Jonno (2005)

### Autobiografía
- Kaaler Dhuloy Lekha
- Smritir Shohor

### Recopilación de artículos
- Akanto Bhabna

## Galardones
- Adamjee Award (1962)
- Bangla Academy Award (1969)
- Ekushey Padak (1977)
- Swadhinata Dibosh Award (1991).
- TLM South Asian Literature Award for the Masters, 2006.[3]

## Poesía
Su poema más famoso, es discutible un poema escrito en 1971 durante la guerra de la liberación en Bangladés.

del  del স্বাধীনতাতুমি del 

## Poema de muestra
Su más famoso poema escrito en 1971 durante la guerra de independencia de Bangladés.
স্বাধীনতা তুমি

স্বাধীনতা তুমি রবি ঠাকুরের অজর কবিতা, অবিনাশী গান

স্বাধীনতা তুমি কাজী নজরুল, ঝাকড়া চুলের বাবরি দোলানো মহান পুরুষ

সৃষ্টি সুখের উল্লাশে কাঁপা
Shadhinota Tumi

Shadhinota tumi Robi Ţhakurer ôjor kobita, obinashi gan

Shadhinota tumi Kazi Nozrul, jhakŗa chuler babri dolano môhan purush

srishţi-shukher ullashe kãpa ...
Libertad, tú

Libertad, tú eres los cantos y poemas inmortales de Rabindranath

Libertad, tú eres Kazi Nazrul, el gran hombre de cabello ondulado descuidado,

extasiado en el gozo de tu creación ...